# Pseudancylis
Pseudancylis là một chi bướm đêm thuộc họ Tortricidae.

## Các loài
- Pseudancylis percnobathra (Meyrick, 1933)
- Pseudancylis rostrifera (Meyrick, 1912)